# 2004 K리그 자유선발
2004년 K리그는 구단별 자유계약제로 신인선수를 선발하였다. 아래는 당시 선발된 각팀 신인선수를 모아놓은 것이다. K리그 2004 시즌부터 참가하게 된 인천 유나이티드는 신인 선수를 대거 지명하였다.
| 팀                 | 지명선수 |
| ------------------ | --- |
| 전남 드래곤즈      | 김태수, 이정형, 임준식, 조성원, 강민수, 고철호 |
| 부천 SK            | 신동용, 박정남, 고기구, 마철준, 이상호, 홍주완, 박영근, 심영성 |
| 대구 FC            | 남영열, 황태영, 최한욱, 이민선, 김완수, 이승근, 손일표, 황선필, 김종경 |
| 성남 일화 천마     | 김철호, 신동근, 전광진, 박상철, 강대호, 이종훈, 최재영 장학영, 차종윤, 조성래                                                                                                |
| 수원 삼성 블루윙즈 | 김동현, 신웅식, 이기형, 한상민, 권기보 |
| 전북 현대 모터스   | 김태영, 정종관, 이용철, 임유환, 이광현, 박영모, 윤찬구, 선광호 |
| 부산 아이콘스      | 송근수, 오철석, 배효성, 박경태, 제대일, 신승경, 이창민 |
| 울산 현대 호랑이   | 강기원, 김진용, 이정용, 김준협, 김동환, 김철웅, 김동규 최진욱, 김동현, 이복근, 김창수, 하대성, 박치언, 이성웅, 김형범, 정병민                                                |
| 대전 시티즌        | 박중희, 이강일, 장현규, 김기홍 |
| 포항 스틸러스      | 문민귀, 황지수, 황재원, 김명진, 김강현, 김태원, 신화용 장정국, 김진일, 강삼일                                                                                                |
| 인천 유나이티드    | 이요한, 라경호, 방승환, 윤여산, 최광훈, 김치우, 여동원 조성윤, 노종건, 여승원, 권우경, 성경일, 이근호, 김용구 유효진, 이혜성, 이재영, 김진수, 황정희, 최만석, 유기천, 남덕우 |
| FC 서울            | 한태유, 이정열, 정재윤, 최재수, 김승용, 이익성, 배해민 이청용, 고요한, 조성용                                                                                                |